# Hesperocallis undulata
Hesperocallis es un género monotípico de plantas que hoy pertenece a la subfamilia Agavoideae de las asparagáceas en sentido amplio. El género incluye una sola especie, Hesperocallis undulata, el lirio del desierto, encontrada en áreas desérticas del sudoeste de Norteamérica.

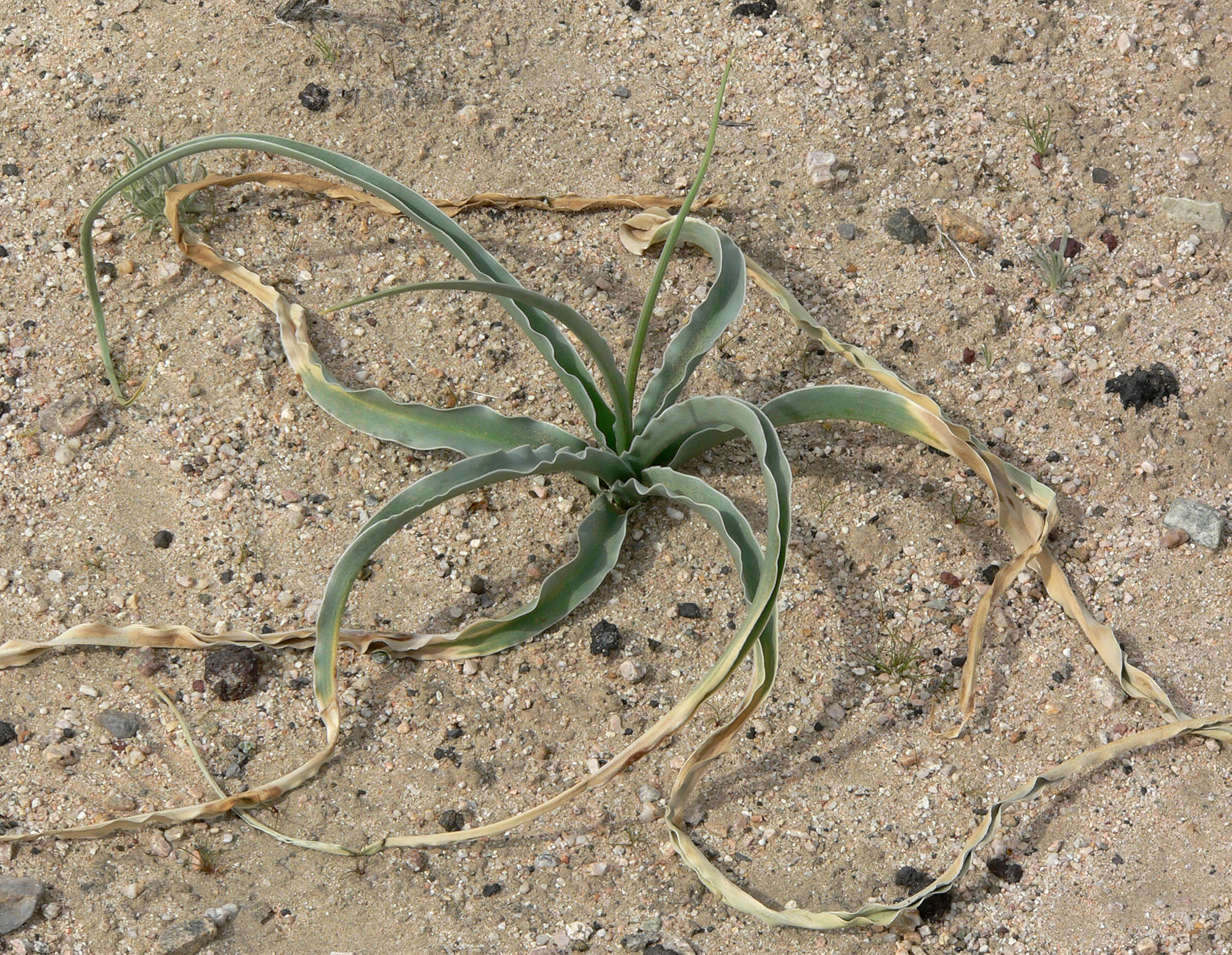
Vista de la planta

Hesperocallis se ha clasificado tradicionalmente en Liliaceae pero hasta hace poco tiempo su relación filogenética era confusa. Otras clasificaciones la incluían en su propia familia Hesperocallidaceae (como el no tan antiguo APG II en el 2003, que dejaba la opción de tratarla en su propia familia o de incluirla en un Asparagaceae sensu lato) o Funkiaceae. El APG III (2009) como el APWeb (2001 en adelante) la incluyen en la familia Asparagaceae. Los últimos estudios moleculares han confirmado una relación cercana con Agave y su inclusión en la subfamilia Agavoideae (Asparagaceae) ha sido recomendada. (Pires et al. 2004).

## Descripción
Son plantas bulbosas que alcanzan un tamaño de 3–18 dm de altura; los bulbos ovoides, de 4–6 cm. Las hojas basales de 2–5 dm × 8–15 mm. Las inflorescencias en racimos de 4–18 flores de, 1–3 dm; brácteas de 1–1.5 cm. Las flores en forma de tubo de 1.5–2 cm; con lóbulos de 3–4 cm × 6–10 mm; filamentos de 2–2.5 cm; anteras doradas de 7 mm; pedicelo 1 cm. El fruto en cápsula de 12–16 mm. Semillas de 5 mm. Tiene un número de cromosomas de 2n = 48.

## Usos
Los bulbos de Hesperocallis undulata son comidos por los pueblos nativos.

## Taxonomía
Hesperocallis undulata fue descrito por Asa Gray  y publicado en Proceedings of the American Academy of Arts and Sciences 7(2): 391. 1868.